# Azul russo
O Azul russo é uma raça de gato que tem um pelo azul-prateado. São relativamente inteligentes e brincalhões, mas tendem a ser tímidos com estranhos. Eles desenvolvem laços estreitos com seus companheiros humanos e são procurados como animais de estimação devido a suas personalidades, a bela cor de sua pelagem  e ainda devido ao facto de serem um dos gatos menos destruidores em casa.

## Origem
O Azul Russo é uma raça natural que pode ter se originado no porto de Arkhangelsk, na Rússia. Acredita-se que os marinheiros levaram os Azuis Russos das Ilhas Arcanjo para a Inglaterra e Norte da Europa na década de 1860. A primeira aparição registrada fora da Rússia foi em 1875 no Palácio de Cristal, na Inglaterra. O Azul Russo competia em uma classe que inclui todos os outros gatos azuis até 1912, quando foi dada a sua própria classe.
A raça foi desenvolvida principalmente na Rússia e na Escandinávia até depois da Segunda Guerra Mundial. Antes disso, a falta de Azuis Russos levou a cruzamentos com os siameses. Apesar dos Azuis Russos estarem nos Estados Unidos antes da guerra, foi apenas no período pós-guerra que os criadores criaram o moderno Azul Russo que é visto nos EUA hoje. Isso foi feito através da combinação das linhagens de ambos os Azuis Escandinavos e Russos Ingleses. Hoje em dia, os siameses não são mais necessários para originar a raça. Infelizmente para os criadores de pêlo curto cor cinza ou azul, gatos dessa cor são mais frequentes em raças mistas.
Azuis Russos são de pêlo curto. Geralmente tem olhos verdes e tem sido utilizados de forma limitada para criar outras raças (como o Havana Brown) ou alterar raças existentes (como o Nebelung).
Durante os anos 1970, um Azul Russo branco (o chamado Russo Branco) foi criado pelo australiano Mavis Jones através do cruzamento de um Azul Russo com um gato doméstico branco. No final de 1970, os russos brancos e russos cores pretas foram aceitos por criadores de gatos na Austrália como gatos russos (em classes diferentes). No entanto, na América do Norte, o Cat Association Fanciers não reconhece a variação do Azul Russo.

## Características

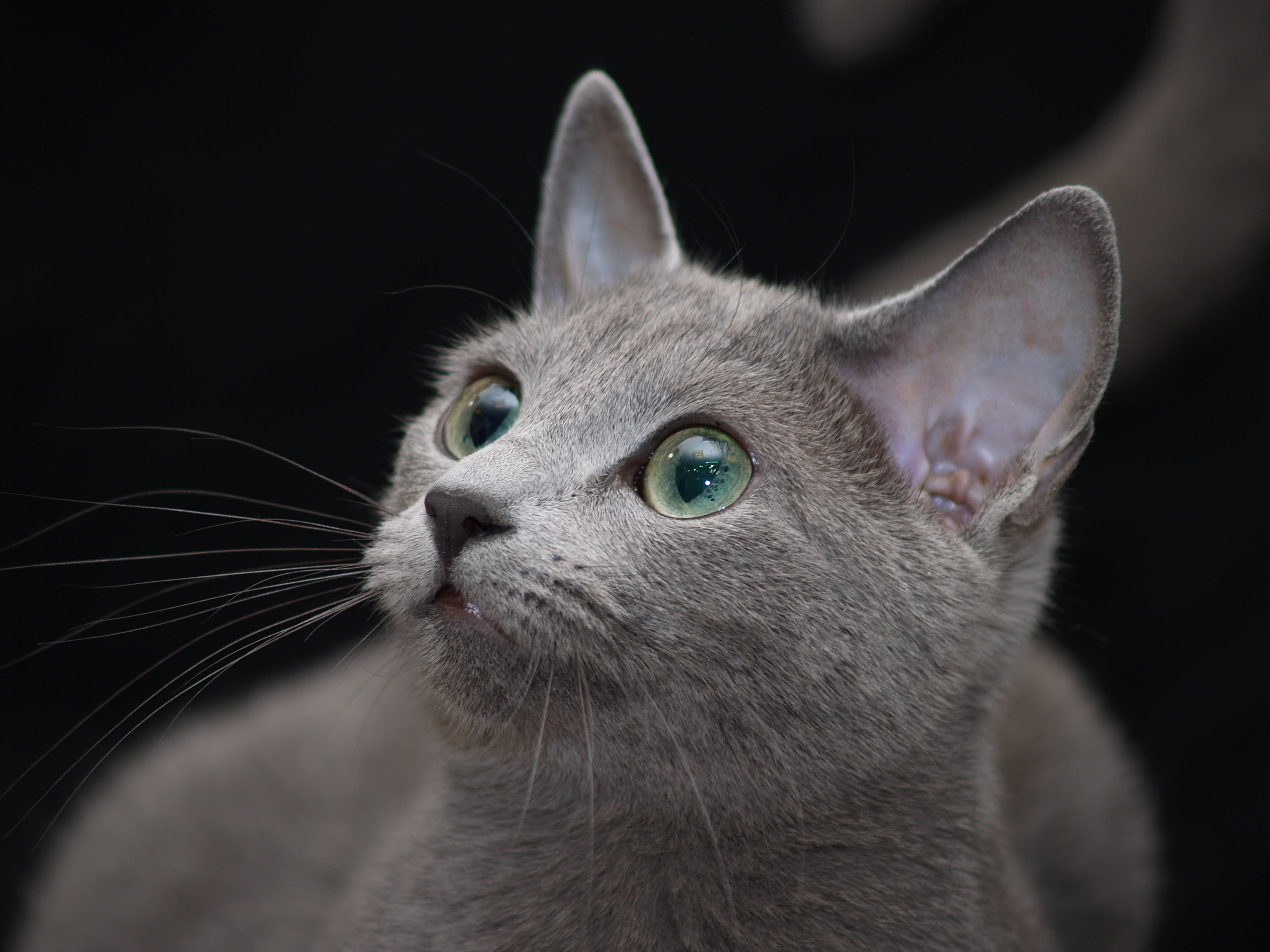

O Azul Russo tem brilhantes olhos verdes, quase sempre de tom escuro e vívido. Qualquer mancha branca nos olhos ou na pele, ou amarela na fase adulta, são consideradas falhas em gatos de apresentação. A cor é cinza-azulada. A pelagem é conhecida como uma "pele dupla", com o subpêlo sendo suave, macio e iguais em comprimento para os pêlos exteriores, que são o mesmo azul com pontas prata. A cauda tem listras quase imperceptíveis. Somente Azuis Russos e o francês Chartreux tem este tipo de pelagem, que é descrita como grossa e macia ao toque. As pontas de prata dão ao pêlo uma aparência brilhante.
Azuis Russos não devem ser confundidos com Azuis Britânicos (que não é uma raça distinta, mas sim gato de pêlo curto inglês com uma pelagem azul, a raça Pelo curto inglês em si vem de uma ampla variedade de cores e padrões.)
Azuis Russos têm uma expectativa de vida de cerca de 10 a 15 anos, e tem poucos problemas de saúde, já que tendem a ter pouco ou nenhum problema genético e não são propensos à doenças. [7] Eles são gatos de tamanho moderado, com um peso médio de 3,5 a 7 kg quando adulto. O macho é tipicamente maior que a fêmea. Seu período de gestação é de aproximadamente 65 dias.

## Comportamento
O Azul Russo é um animal inteligente, curioso e tranquilo. Sensível às emoções humanas, gostam de brincar com uma variedade de brinquedos e desenvolver laços leais com seus entes queridos. O Azul Russo se dá bem com outros animais de estimação e crianças. São tranquilos e miam ocasionalmente. São animais limpos, que normalmente são reservados com estranhos, a menos que sejam criados em uma família ativa. Eles gostam de brincar com outros animais de pequeno porte, como cães, gatos e furões.